# Dwarf Stars Award
Der Dwarf Stars Award ist ein Literaturpreis,  der seit 2006 für kurze Gedichte von bis zu 10 Zeilen aus dem Bereich der spekulativen Literatur (Science-Fiction, Fantasy und Horror) jährlich von der Science Fiction and Fantasy Poetry Association (SFPA) verliehen wird.
Die Preisverleihung erfolgt auf Grundlage einer jährlich von der SFPA herausgegebenen Anthologie. Beiträge zu dieser Anthologie können von Autoren eingereicht oder durch Mitglieder der SFPA vorgeschlagen werden. Aus den Beiträgen der Anthologie bestimmen die Mitglieder der SFPA durch eine Abstimmung den Preisträger des Jahres.
Ziel des Preises ist, den bei den Rhysling Awards regelmäßig nicht berücksichtigten kurze und kürzesten Formen – beispielsweise Scifaiku, Tanka und Cinquain – ebenfalls eine angemessene Aufmerksamkeit zu sichern.

## Liste der Preisträger
- 2021 Holly Lyn Walrath: Yes, Antimatter Is Real
- 2020 John C. Mannone: Standing Up
- 2019 Sofía Rhei: embalmed
- 2018 Kath Abela Wilson: The Green
- 2017 LeRoy Gorman: aster than the speed of lightf
- 2016 Stacey Balkun: We Begin This Way
- 2015 Greg Schwartz: abandoned nursing home
- 2014 Mat Joiner: And Deeper than Did Ever Plummet Sound
- 2013 Deborah P. Kolodji: Basho After Cinderella (iii)
- 2012 Marge Simon: Blue Rose Buddha
- 2011 Julie Bloss Kelsey: Comet
- 2010 Howard V. Hendrix: Bumbershoot
- 2009 Geoffrey A. Landis: Fireflies
- 2008 Greg Beatty: Place Mat by Moebius
- 2007 Jane Yolen: Last Unicorn
- 2006 Ruth Berman: Knowledge Of